# François Lesure
Pour les articles homonymes, voir Lesure.
François Lesure, né le 23 mai 1923 à Paris et mort dans la même ville le 21 juin 2001, est un musicologue et bibliothécaire français.

## Biographie
Son père était pharmacien et directeur d'un laboratoire d'analyses médicales. Il a étudié à la Sorbonne, à l'École pratique des hautes études (diplômé en 1948 avec une thèse sur La facture instrumentale à Paris au XVIe siècle), à l'École nationale des chartes (diplômé en 1950 avec une thèse sur Les joueurs d'instruments à Paris au XVIe siècle, non publiée) et au Conservatoire de Paris dans la classe de Norbert Dufourcq. En 1950, il devient conservateur au département de musique de la Bibliothèque nationale de France, qu'il dirige de 1970 à 1988. Entre 1964 et 1977, il est professeur de musicologie à l'Université libre de Bruxelles. Il succède à Solange Corbin à la chaire de musicologie de l'École pratique des Hautes Études, en 1973.
Ses travaux font une grande place à l'étude des sources (actes notariés, livres de musique imprimée ou manuscrite) et font une large place aux méthodes bibliographiques qui lui ont été enseignées à l'École des Chartes. Il est essentiellement connu comme un spécialiste de la musique du XVIe siècle, de la sociologie de la musique, de la bibliographie musicale et de Debussy. Il a été président de la Société française de musicologie de 1971 à 1974 puis de 1988 à 1991.
Il organise d'importantes expositions à la Bibliothèque nationale et à l'Opéra (Mozart en 1956, Debussy en 1962, Berlioz en 1969, Deux siècles d'opéra français en 1972), Maurice Ravel (1975) et Musiques anciennes (1981), ainsi qu'à la Villa Médicis à Rome (Debussy et le symbolisme en 1984).
Il a travaillé entre 1953 et 1967 au Secrétariat central du RISM, alors situé à Paris, un projet mondial de recensement des sources musicales. Il a aussi édité plusieurs volumes dans les collections du RISM. Toujours dans le domaine de l'édition, il a dirigé la collection Le Pupitre chez Heugel, consacrée à des partitions de musique ancienne, et la collection Domaine musicologique chez les Amateurs de Livres puis Klincksieck. Il a aussi été éditeur des Œuvres complètes de Claude Debussy. Il a également travaillé avec Youval et Sylvie Minkoff à Genève pour établir un grand catalogue de fac-similés de traités, méthodes et partitions considérés comme significatifs.
Un volume de mélanges lui a été offert en 1988 à son départ de la Bibliothèque nationale, intitulé Musiques, signes, images, qui regroupe des signatures à la fois internationales et émanant de chercheurs ou d'artistes dans des domaines variés.

## Principales publications

### XVIesiècle
- Anthologie de la chanson parisienne au XVIe siècle (Monaco, 1953)
- Avec Tillman Merritt : Clément Janequin, Chansons polyphoniques (Monaco, 1965).
- Avec Geneviève Thibault : « Bibliographie des éditions musicales publiées par Nicolas Du Chemin (1549-1576) », Annales musicologiques 1 (1953) p. 269-373 + suppl.
- Avec Geneviève Thibault : Bibliographie des éditions d'Adrian Le Roy et Robert Ballard (1551-1598). Paris : Société française de musicologie, 1955.
- « Some minor french composers of the sixteenth century », Aspects of Medieval and Renaissance Music, ed. Jan LaRue (New York, 1966).
- Musique et musiciens français du XVIe siècle, Genève, Minkoff, 1976 [recueils d'articles antérieurs].
- « La Facture instrumentale à Paris au seizième siècle », The Galpin Society Journal 7 (1954), p. 11-52. [Résumé de sa thèse des Hautes Études].

### XVIIeetXVIIIesiècles
- « Les luthistes parisiens à l'époque de Louis XIII », Le Luth et sa musique, [actes du colloque de Neuilly-sur-Seine, 10-14 septembre 1957, éd. Jean Jacquot]. Deuxième édition revue et corrigée. - Paris, 1976. (Colloques internationaux du CNRS, 511), p. 209-223.
- « Documents inédits relatifs au luthiste Gabriel Bataille (vers 1575-1630) », Revue de Musicologie 29 (1947) p. 72- 88.
- Die Terpsichore von Michael Praetorius und die französische Instrumentalmusik unter Heinrich IV, in Die Musikforschung 5 (1952) p. 7-12.
- « Le Recueil de ballets de Michel Henry », Les Fêtes de la Renaissance, éd. Jean Jacquot (Paris, 1956), p. 205-211.
- « Inventaire des livres de musique de la Chapelle royale de Bruxelles en 1607 », Revue belge de Musicologie 5 (1951), p. 34-35.
- « Histoire d'une édition posthume : les Airs de Sébastien Le Camus (1678) », Revue belge de Musicologie, 8 (1954), p. 126-129.
- Bibliographie des éditions musicales publiées par Estienne Roger et Michel-Charles le Cène (Amsterdam, 1696-1743). Paris : Société française de musicologie, 1969.